# Batalla de Suthul
La batalla de Suthul fou un combat que va enfrontar les tropes de la República Romana contra les tropes del Regne de Numídia durant la Guerra de Jugurta.

## Antecedents

Numidia, en verd

El 213 aC Gayya es va aliar a Cartago durant la Segona Guerra Púnica i va declarar la guerra al rei Sifax dels massesils, aliats de la República de Roma. Sifax fou derrotat i es va refugiar a Mauritània i Massinissa va ocupar els seus dominis, i després va canviar de bàndol, aliant-se amb els romans. Amb la victòria en contra Cartago, Roma va obtenir grans extensions territorials en Àfrica, que van consolidar en els segles posteriors, i bona part d'ell havia estat concedit al regne de Numídia, un regne de la costa nord-africana governat per Massinissa que s'aproximava a l'actual territori d'Algèria en pagament per la seva ajuda militar del passat. A la mort de Micipsa a punt de morir va repartir el regne entre els seus dos fills Adhèrbal i Hiempsal I amb el nebot Jugurta per regnar en conjunt (118 aC). Això va provocar conflictes entre els tres reis, especialment motivats per l'ambiciós Jugurta, que tractava d'unificar els territoris, matant Hiempsal I en 112 aC i envaint el regne del seu cosí, que va quedar assetjat a Cirta, una ciutat fortament defensada situada en un turó, amb el riu Ampsaga envoltant la seva base. La ciutat tenia una minoria romana important, majoritàriament comerciants d'alguna posició i les seves famílies; aquests es van unir a la resta de la població en la tripulació de les muralles i la defensa de la ciutat.
Després de la usurpació del tron Numidi per part de Jugurta, un aliat lleial a Roma des de les Guerres púniques, Roma es va veure obligada a intervenir. Jugurta subornar imprudentment als romans perquè acceptessin la seva usurpació i se li va concedir la meitat del regne. Després posteriors agressions i intents de suborn, els romans van enviar un exèrcit per fer-hi front. Els dos exèrcits es van enfrontar a la Batalla de Suthul.

## Batalla
La batalla de Suthul és el primer episodi de la guerra de Jugurta. La batalla va tenir lloc l'any 110 aC entre una força romana liderada per Espuri Postumi Albí i una força númida liderada pel rei Jugurta. En el 110 aC, el cònsol Espuri Postumi Albí va envair Numídia, però va haver de retirar-se a Roma per preparar les eleccions consulars. Quan Espuri va marxar, va deixar el seu germà Aule al comandament de la província, l'exèrcit i la guerra contra el rei africà.
Aule va prendre el comandament de l'exèrcit i va penetrar en el regne, va assetjar Suthul on eren dipositats els tresors de Jugurta. Jugurta va acumular forces i va marxar cap a Suthul. on va oferir negociar amb Aule, que va aixecar el setge i va perseguir Jugurta, però una nit fou encerclat pels numidis, i aquest va poder escapar a les muntanyes després de patir nombroses desercions, i Aule va accedir a abandonar el regne.

## Seqüeles de la Guerra
Tot i aquesta derrota inicial, els romans van respondre millor en les següents batalles; la batalla de Muthul i la batalla de Thala.
La guerra de Jugurta (111 aC - 104 aC) va enfrontar a Roma contra Jugurta de Numídia i va constituir la pacificació romana final del Nord d'Àfrica, després d'això Roma va deixar d'expandir-se en aquest continent després d'arribar a les barreres naturals de desert i la muntanya.